# Арлон
Арло́н (фр. Arlon фр. вимова: [aʁlɔ̃] ( прослухати); валлон. Årlon; нід. Aarlen [ˈaːrlə(n)] ( прослухати); нім. і люксемб. Arel [ˈaːʀəl] ⓘ) — головне місто провінції Люксембург на південному сході Бельгії. Населення 26,4 тис., переважно франкомовне.
Кількість і якість античних знахідок в Арлоні й околицях дає змогу вважати його найдавнішим містом на території Бельгії (хоча за документами найдавніше — Тонгерен). Римські терми продовжували використовуватися арлонцями навіть у середньовіччі, коли містом правили графи й маркграфи лімбурзького дому. Титул маркграфа мав і Річард Левине Серце, який виступив з Арлонського замку в хрестовий похід.
У XVI–XVIII ст. Арлон знаходився в центрі воєн французів з іспанцями, які зрівняли з землею його колись багату архітектурну спадщину. Особливо сильної шкоди завдали місту війська Франсуа де Гіза в 1558 році. Запекла боротьба йшла за Арлон, укріплений Вобаном, і під час Революційних воєн.
Найбільшим підприємством сучасного міста є шоколадна фабрика Ferrero Rocher.
На честь міста названо астероїд 1717 Арлон.